# بهترین‌هایشان (۱۹۷۱–۱۹۷۵)
بهترین‌هایشان (۱۹۷۱-۱۹۷۵) (به انگلیسی: Their Greatest Hits (1971–1975)‎) نام یک آلبوم گردآوری‌شده است که توسط ایگلز، گروه راک آمریکایی در سال ۱۹۷۶ منتشر شد. این آلبوم گلچینی از بهترین آهنگ‌های ایگلز اسن که در بین سال‌های ۱۹۷۱ تا ۱۹۷۵ میلادی منتشر شدند. ۲۹ میلیون نسخه از این آلبوم تا نوامبر ۲۰۰۹ در آمریکا به فروش رسیده است و باعث شده تا به همراه آلبوم تریلر اثر مایکل جکسون به پرفروش‌ترین آلبوم موسیقی آمریکا در تمام دوران‌ها تبدیل شود. همچنین فروش جهانی این آلبوم تا سال ۲۰۰۹ میلادی، ۴۲ میلیون نسخه است که باعث شده که در بین ۱۰ آلبوم پرفروش جهان در کل تاریخ قرار بگیرد.